# Туман над Янцзы
«Тума́н над Янцзы́» — песня группы «Аквариум» из альбома «Песни рыбака». Автор музыки и слов — Борис Гребенщиков (БГ).

## Текст
Текст песни состоит из шести 8-строчных куплетов. Первый куплет:

Туман над Янцзы.
Туман над Янцзы.
Душистый, как шерсть
Небесной лисы.
Я выбросил компас,
Растоптал в пыль часы
И вышел плясать
В туман над Янцзы.

## Содержание
В песне в лиричной и вместе с тем в гротескно-юмористической манере изображается влияние даосизма и, шире, китайской культуры на культуры других стран, а также на судьбу лирического героя.

## Интертекст
В тексте песни содержится аллюзия на стихотворение М. А. Светлова «Гренада»:

Ответь, Нижневартовск,
И Харьков, ответь —
Давно ль по-китайски
Вы начали петь?
— ср. у Светлова:

Ответь, Александровск,
И, Харьков, ответь:
Давно ль по-испански
Вы начали петь?

## Религии
В песне прямо или косвенно упоминаются следующие религиозные системы и духовные практики: даосизм, йога, католицизм, суфизм, шаманизм.